# Tharais
Tharais je zaniklé sídlo poblíž jordánského Keraku. 
Archeologické objevy v lokalitě probíhají v roce 2025. Samotné město bylo doloženo i na středověkých mapách. V 21. století napomohly objevům i satelitní snímky.

## Objevy
V archeologické lokalitě byly nalezeny střepy z doby Byzantské říše, také základy staveb z období od Římské říše až po dobu, kdy region ovládli Arabové, včetně byzantského kostela. Dále podlahové mozaiky, skleněné předměty i zemědělské a řemeslnické nástroje, například lis na olivový olej a vodní mlýn.

## Historie
Tharais sloužilo zřejmě jako zastávka na obchodní cestě, z nálezů lze usuzovat na mnohé multikulturní vlivy. Město zřejmě zaniklo poté, co oblast ovládla muslimská dynastie Ajjúbovců pod vedením slavného vojevůdce Saladina, kdy vyprchal jeho obchodní význam.